# Bomba de palitos

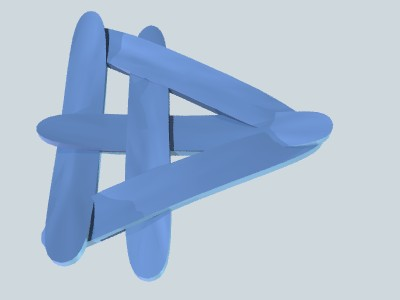

Bomba de palitos é um dispositivo mecânico constituído de palitos planos entrelaçados sob tensão. Bombas de palitos são criadas para fins artísticos ou de diversão e não possuem uso prático.

## Aspectos técnicos

Uma bomba de palito complexa "explodindo".

Bombas de palito podem ser construídas com palitos planos de dimensões apropriadas. Normalmente são feitas apena com palitos de madeira, mas plástico também pode ser usado. Palitos de picolé (palitos artesanais) e abaixadores de língua são populares devido à sua disponibilidade, baixo custo e facilidade de coloração. Abaixadores de língua são recomendados para construção, pois apresentam menor tensão do que os palitos artesanais e, portanto, são mais fáceis de trabalhar. 
Os palitos são entrelaçados para formar uma grade reticulada, com cada palito mantido no lugar por um momento de flexão criado pela elasticidade da madeira ou de outro material. Se construídos corretamente, a remoção de um único palito faz com que os outros se espalhem com uma força surpreendente. A velocidade da onda de choque depende dos materiais utilizados.
A variedade de configurações nas quais as bombas de palito podem ser construídas é virtualmente ilimitada, e há vários truques que podem ser incorporados ao projeto. Por razões de estabilidade estrutural, cada palito toca pelo menos três outros palitos em uma bomba de armação.

## Ligações Externas
- Bombas de palito: a nova mania da internet
- «Cobra Weave Exploding Stick Bomb» (em inglês) Como fazer uma serpente de Bomba de Palitos
- «History of Stick Bombs» (em inglês) História das Bombas de Palitos